# Карранса, Ховита
Ховита Карранса (англ. Jovita Carranza; род. 29 июня 1949, Чикаго) — американская предпринимательница и политик, администратор Управления по делам малого бизнеса (2020—2021).

## Биография
Окончила университет Майами со степенями бакалавра и магистра.
Начинала карьеру в компании UPS, где сначала подрабатывала в ночную смену оператором, а затем доросла до президента по операциям в Латинской Америке и в Карибском бассейне, став самой высокопоставленной женщиной латиноамериканского происхождения в истории компании. Затем являлась заместителем администратора Управления по делам малого бизнеса в Кабинете Джорджа Буша и основала собственную консалтинговую фирму JCR Group.
19 июня 2017 года вступила в должность казначея США.
14 января 2020 года вступила в должность администратора Управления по делам малого бизнеса после утверждения её кандидатуры при двухпартийной поддержке 19 декабря 2019 года в Палате представителей, а 7 января 2020 года — в Сенате.